# Тауланти
Тавланти (грч. Ταυλαντιοι), су били једно од највећих илирских племена који је живели дуж Јадранског мора и на територији данашње северне Албаније.
Према древној грчкој митологији оснивач племена Тавлант (грчки Тαυλας), је био један од шест синова краља Илирија, па је племе по њему и добило име. Они су живели на обали Јадранског мора у Илирији (модерна Албанија) у близини града Епидамн (модерни Драч). Ово племе је одиграо главну улогу у историји Илирије у IV и III веку пре Христа. Тада је краљ Глаук (335. п. н. е.. .- 302. п. н. е..). владалао племеном. У време владавине тавлантииског краља над целом Илиријом, почео је јачати двојезичани утицај раног хеленизма.
Тавланти су били познати по припремању меда и медоваче, а такође су се бавили и гусарењем.